# Dolomiti
Dolomiti ili  Dolomitski Alpi (Ladinski jezik: Dolomites; Italijanski jezik: Dolomiti; Friulski jezik: Dolomitis) planinski je venac u Istočnim Alpima u Italiji. Nalaze se većinskim delom u provinciji Beluno, a ostalim, manjim delom, u provincijama Južni Tirol i Trentino (sve u severoistočnoj Italiji). Dogovorno, proteže se od reka Adiđe na zapadu do Pjave na istoku. 
Jedan nacionalni i više regionalnih parkova nalaze se na Dolomitima. U avgustu 2009. godine, Dolomiti su proglašeni prirodnom svetskom baštinom UNESCO-a.

## Istorija
Za vreme Prvog svetskog rata, linija između italijanske i austro-ugarske vojske prolazila je kroz Dolomite. Mnogi ljudi posećuju Dolomite kako bi prošli Via ferratama, zaštićenim putevima napravljenim za vreme Prvog svetskog rata. Nekoliko vrlo dugačkih staza vodi Dolomitima, zvanih "Alte vie" (i.e. visoke staze). Za prelazak takvih dugačkih staza, numerisanih od 1 do 8, potrebno je barem nedelju dana hoda zbog čega se na njima nalaze mnoga planinarska odmorišta.

## Poreklo imena
Ime "Dolomiti" došlo je od poznatog francuskog mineraloga Déodata Grateta de Dolomieua koji je prvi opisao kamen, dolomit, tip karbonatnih stena koji je uzrok karakterističnih oblika i boja ovih planina, poznatih kao "blede planine" pre 19. veka kad je ime pofrancuženo.

## Turizam
Dolomiti su poznati po skijanju zimi te planinarenju, alpinizmu, penjanju i paraglajdingu leti odnosno u kasno proljeće/ranu jesen. Slobodno penjanje tradicija je u Dolomitima od 1887. godine, kada se sedamnaestogodišnji Žorž Vinkler samostalno popeo na jedan od vrhova.
U prvoj nedelji jula održava godišnja dnevna brdska biciklistička trka koja se održava kroz sedam planinskih prevoja Dolomita nazvana Maratona dles Dolomites.

## Spoljašnje veze
- (језик: енглески) „Strada delle 52 Gallerie”. Eclectica. Архивирано из оригинала 28. 11. 2012. г. Приступљено 20. 12. 2010.
- (језик: енглески) „Monte Piana in the Dolomites”. Eclectica. 21. 8. 2006.
- (језик: енглески) „Via Ferrata Lagazuoi Tunnels”. Eclectica. 9. 8. 2006.
- (језик: енглески) „Up to the Turquoise Lake”. Eclectica. 1. 8. 2006. Архивирано из оригинала 27. 11. 2012. г. Приступљено 20. 12. 2010.